# Velocity
Velocity е било кодовото име за кеширащи разпределени платформи за кеширане в оперативната памет, разположени на повече от една системи, разработено от Microsoft. Сега е включено като кеширащ елемент AppFabric на Microsoft.